# 長瀬恒雄
長瀬 恒雄（ながせ つねお、1917年1月9日 - 2006年6月29日 ）は、日本の経営者。

## 来歴・人物
岐阜県高山市出身。1941年に東京帝国大学法学部を卒業し、同年に鉄道省に入省した。国鉄で常務理事などを歴任し、1970年5月に日本交通公社(現在のJTB)常務に就任し、専務を経て、1976年6月に社長に就任。1982年6月に会長に就任し、1990年6月から相談役を務めた。
2006年6月29日、死去。89歳没。